# Zorivka, Kaharlîk
Zorivka (în ucraineană Зорівка) este un sat în comuna Kadomka din raionul Kaharlîk, regiunea Kiev, Ucraina.

## Demografie
Componența lingvistică a localității Zorivka
     Ucraineană (98,33%)
     Rusă (1,67%)
Conform recensământului din 2001, majoritatea populației localității Zorivka era vorbitoare de ucraineană (98,33%), existând în minoritate și vorbitori de rusă (1,67%).